# Seersucker

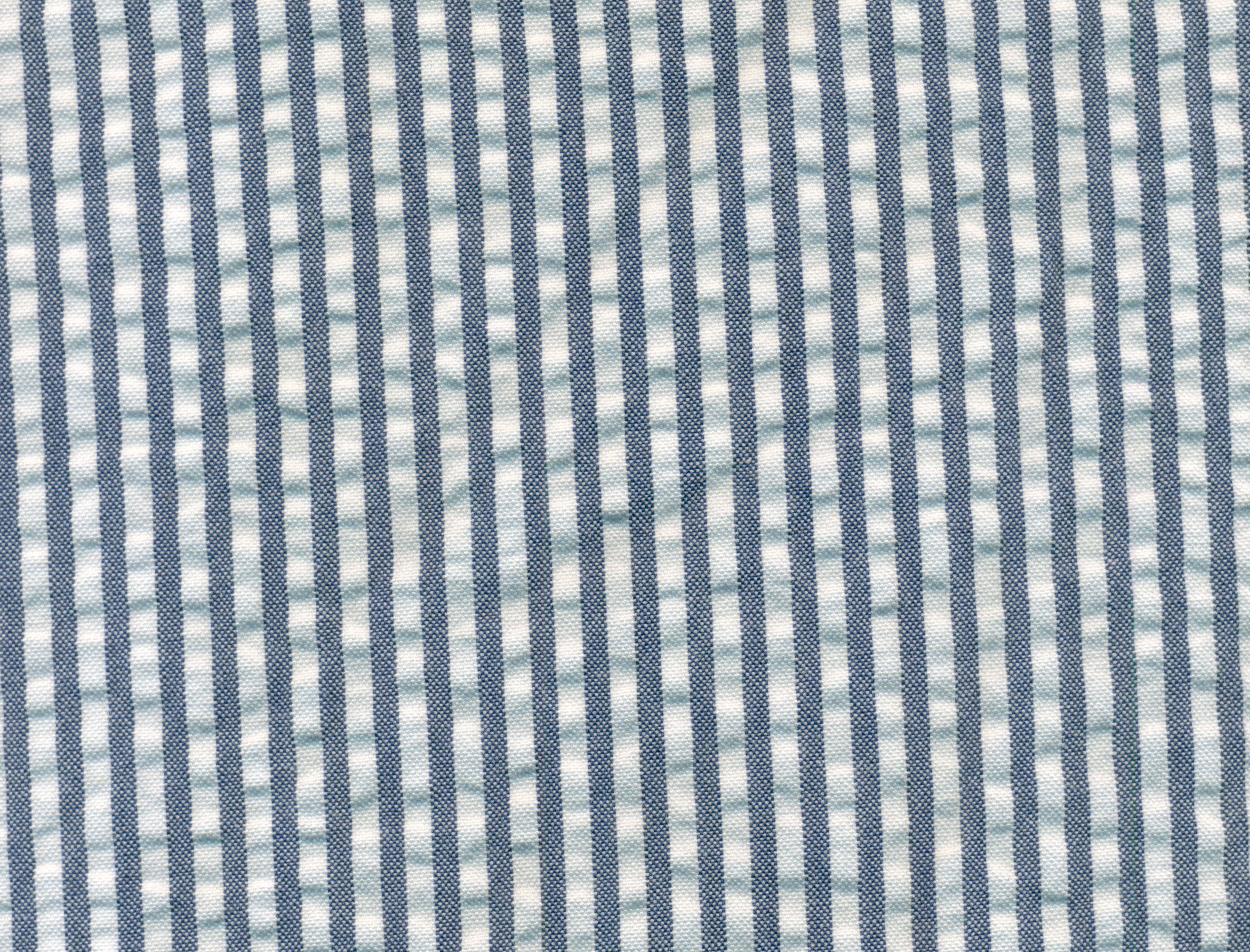
Tessuto seersucker

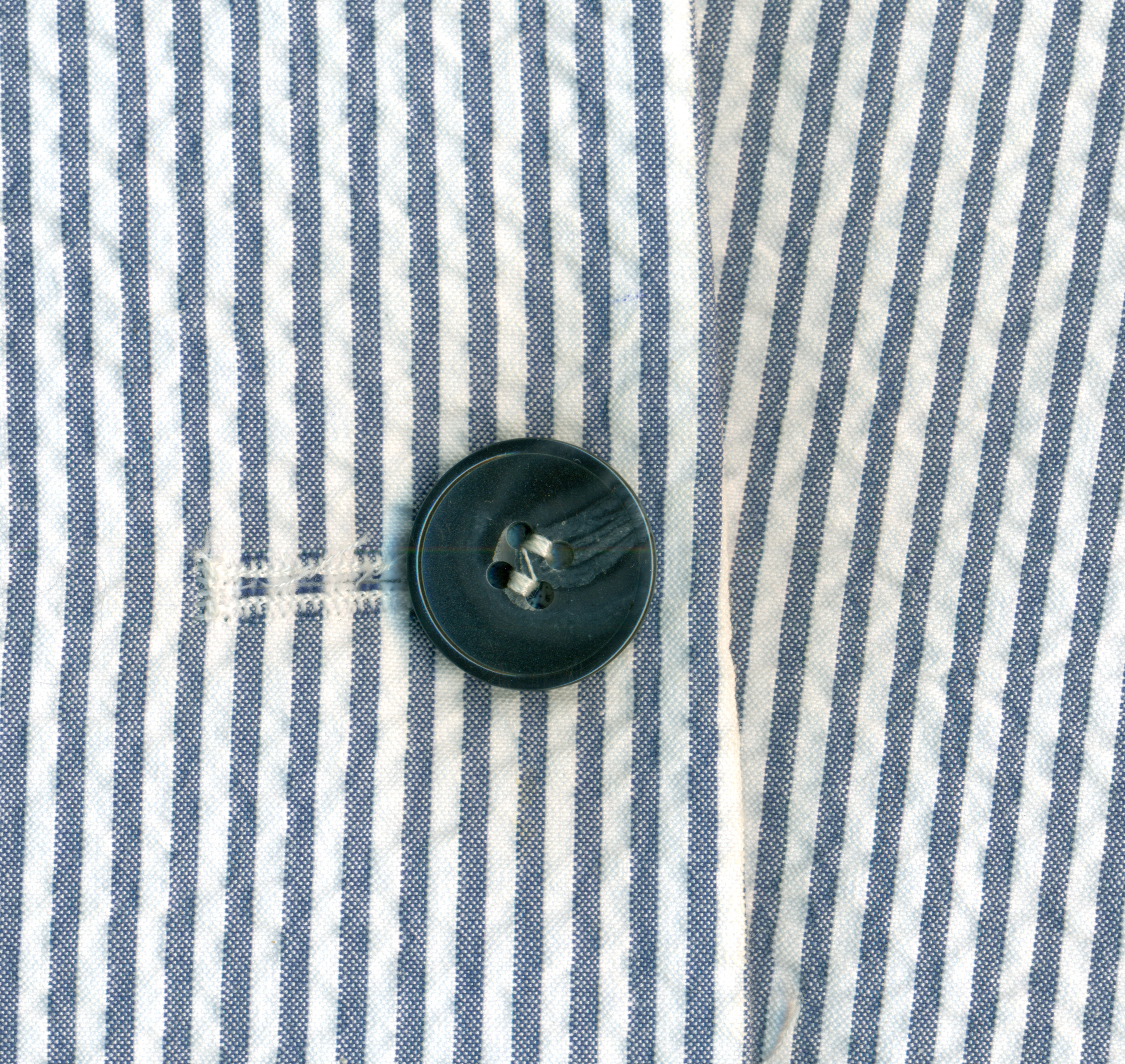
Particolare di una giacca

Il seersucker è un tessuto fine di cotone, solitamente a righe, usato per confezionare indumenti estivi.
Il seersucker fu originariamente sviluppato in India. Il termine deriva dai termini hindi, urdu e persiani shir e shakar, che significano "latte" e "zucchero".
È ottenuto montando in ordito fili con tensioni diverse, gruppi di fili tesi alternati a gruppi di fili molto lenti che danno al manufatto un aspetto arricciato. L'effetto si ottiene anche con l'applicazione di soluzioni di soda caustica che provoca il restringimento delle strisce di tessuto a cui viene applicata. Questa caratteristica fa sì che il tessuto non resti aderente alla pelle, facilitando la traspirazione, la dissipazione del calore ed il passaggio dell'aria.
L'effetto stropicciato naturale permette di avere un aspetto elegante anche a chi si trova ad operare in ambienti molto caldi.
Altresì non è necessario stirare i capi.
Fu inizialmente usato negli Stati Uniti per confezionare tute da lavoro per gli operai, ma più tardi fu adottato dalle classi più alte e divenne un capo imprescindibile nel guardaroba dei gentlemen del sud.
I capi in cui si usa normalmente il tessuto seersucker sono camicie, pantaloni corti e giacche. I colori tradizionali sono bianco e blu ma si sono introdotte praticamente tutte le varianti di colore.

## Galleria d'immagini

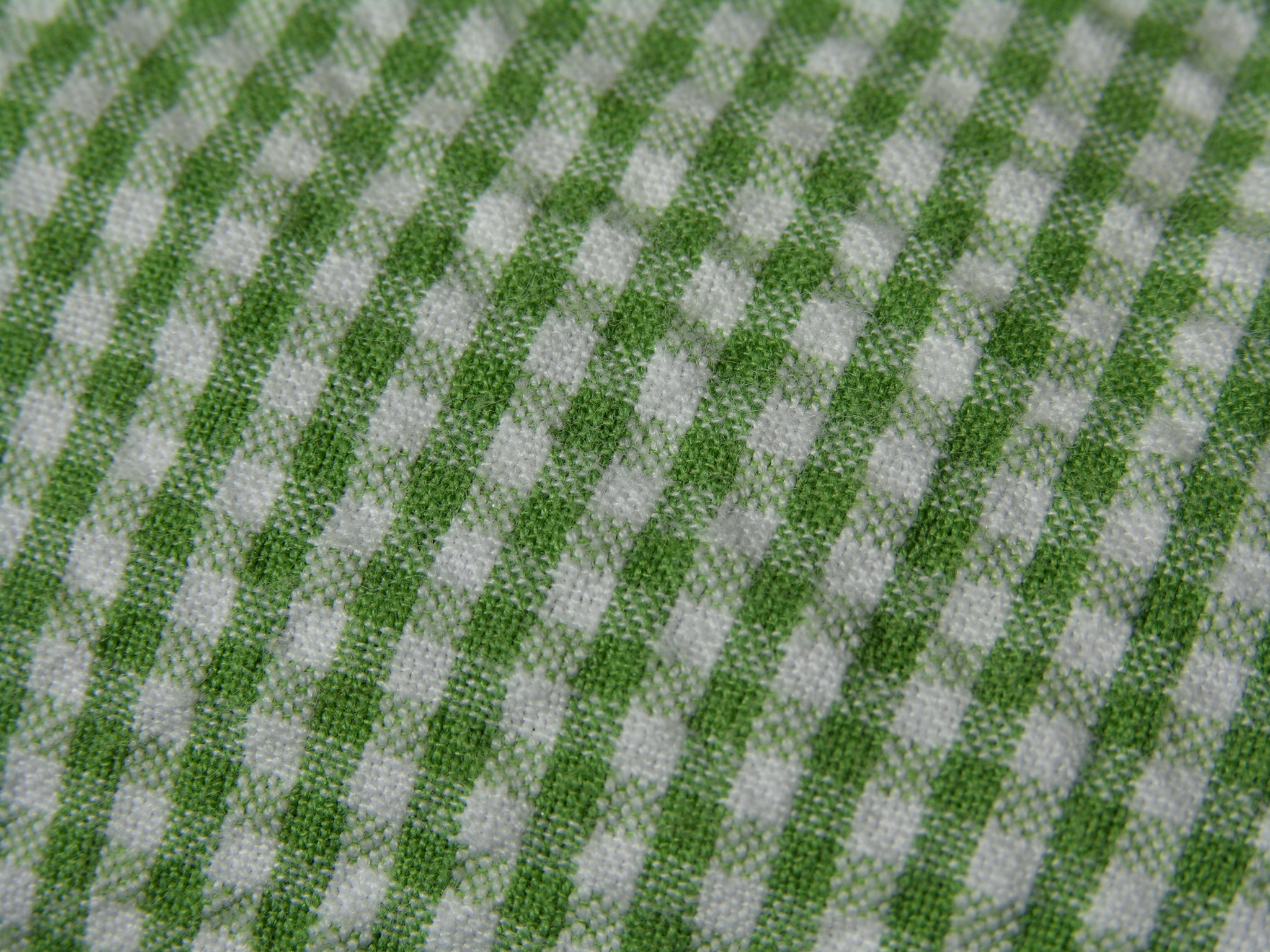
Primo piano del seersucker (percalle), che mostra le onde.
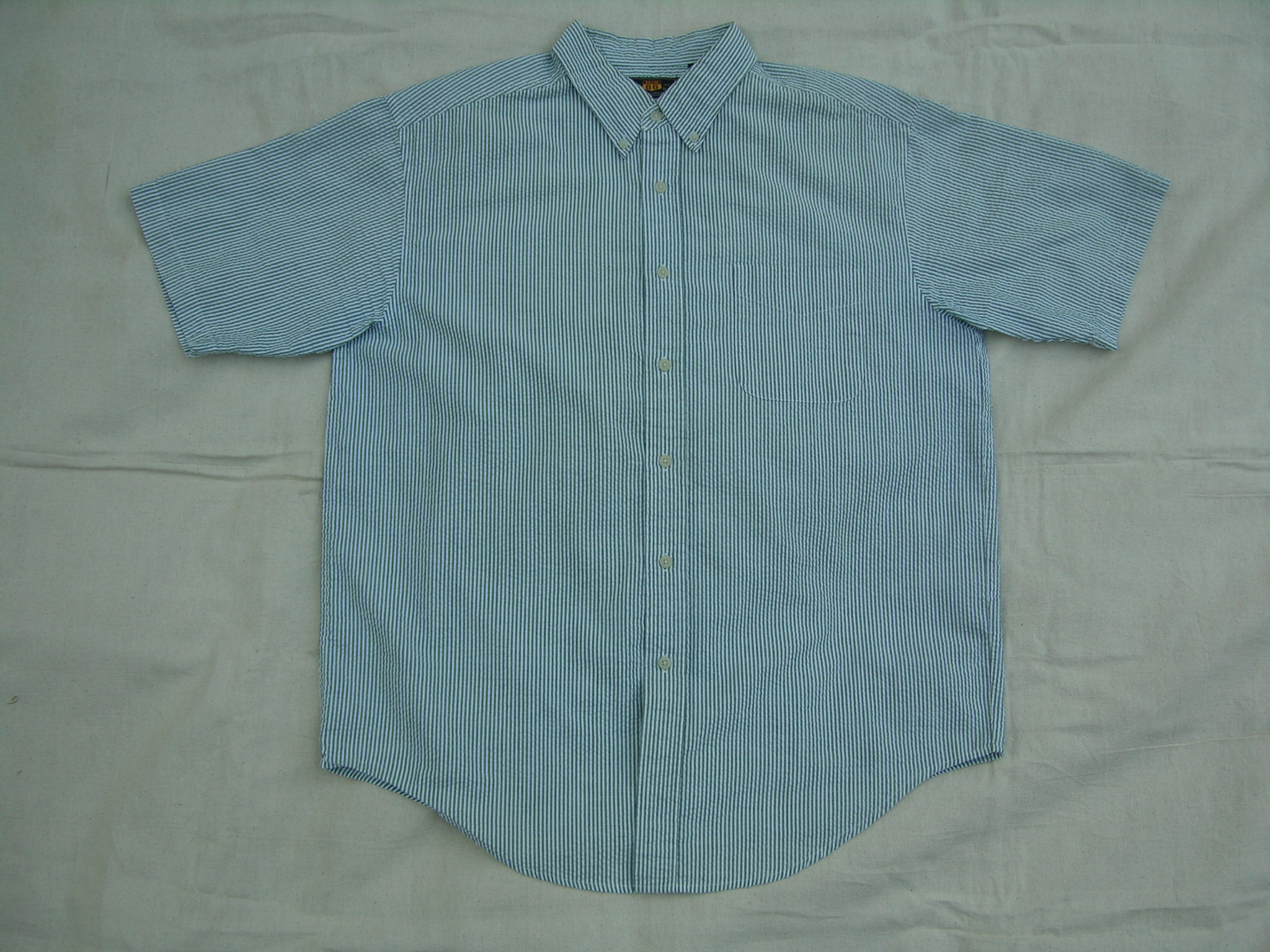
Camicia seersucker verde e bianca.